# フランシス・ホール
フランシス・ホール（Francis Hall, 1822年10月7日-1902年8月26日）は、幕末期のアメリカ人商人。冒険家、新聞の通信員として1859年に来日し、外国人居留地のアメリカの貿易商ウォルシュ・ホール商会に参加した。7年間滞在し、ニューヨーク・トリビューン紙に寄稿したほか、日本滞在日記を遺した。別名にフランク・ホール。

## 略歴
1822年にコネチカット州エリントンに生まれた。地方判事の父親ジョン(1783-1847)はイェール大学出の教育者でもあり、エリントンに初めての学校を作った。父親は2度結婚しており、16人の子をもうけた。最初の妻ソフィア(1785-1829)との間に11人の子がおり、フランシスはそのうちの6番目で5男。実母はフランシスが7歳のとき、最後の子を生んで間もなく亡くなったが、父親がすぐ再婚したため継母に育てられた。
父親が作った「エリントン・スクール」を1838年に卒業。兄がスプリングフィールド (マサチューセッツ州)に開いた本屋を手伝ったのち、1841年にシラキュース (ニューヨーク州)の本屋で働き、その後同州のエルマイラで自ら本屋を始める。1846年にサラ・コヴェル（1828-1848）と結婚したが、2年後に妻を亡くす。知人の旅行作家ベイヤード・テイラーが1855年のペリーの日本来航に同行したことに触発され、1858年に本屋を弟に売り、翌1859年日本へ冒険旅行に出かける。
来日後は、本屋時代に知り合ったサミュエル・ロビンス・ブラウンやジェームス・カーティス・ヘボンら宣教師家族とともに神奈川宿の成仏寺 (横浜市)に住んでいたが、1860年に横浜の居留地に移る。横浜居留地に店を構える貿易と海上保険代理店のウォルシュ・ホール商会のジョージ・ホールが1862年に帰国することになり、その後任として同社に参加。ジョージとフランシスは同姓だが、親族ではなく友人。
ニューヨーク・トリビューン紙の通信員も兼ねており、貿易業の傍ら、7年間の日本滞在中に同紙に約70本の記事を配信した。滞在日記も1859年から離日するまで書き続けた。一時期、写真も撮っていた
日本で一財産を築き、1866年にアメリカに帰国。日本帰りであることから「Japanese Frank Hall」と呼ばれた。帰国後はエルマイラに戻ったが、冒険旅行を続けたと見られている。1902年に故郷エリントンに、父と長兄エドワード(1809-1875)を記念した「ホール記念図書館」の建設に着手したが、完成を待たずに同年に亡くなった。

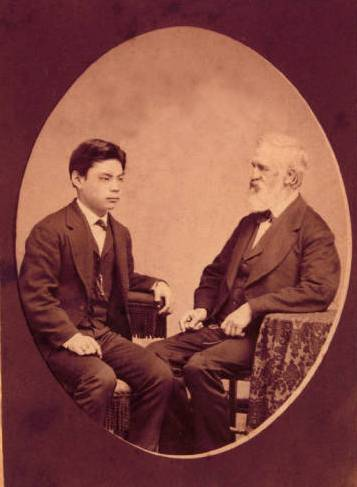
フランシスの兄エドワードと岩崎弥之助1872年

兄エドワードは、父親同様、1844年にエリントンに「ホール・ファミリー・スクール・フォー・ボーイズ」という男子校を創立した教育者で、同校には、ウォルシュ・ホール商会と懇意にしていた岩崎弥太郎の弟・岩崎弥之助が1872年に留学している。記念図書館建設に当たり、弥之助は2000ドルを日本コレクション整備のために寄付したが、その寄付金はジョン、エドワード、フランシス3人の顔が描かれた館内のステンドグラスの制作に使われた。図書館は1903年に完成し、地元に寄贈された。

## フランシス・ホール日本滞在日記
後年、フランシスの900ページに及ぶ滞在日記が見つかり、1992年に「Japan Through American Eyes: The Journal of Francis Hall, 1859-1866（アメリカ人の目を通して見た日本:フランシス・ホールの日記　1859-1866年）」のタイトルで出版された。幕末期の日本滞在記は公職者によるものがほとんどであり、新天地での一攫千金を求めて日本に来た商人には文盲も多く、その点でフランシスの日記は商人による珍しい日本観察記として貴重な歴史資料となっている。知識人や為政者との交流が多い公職者とは交際範囲も自ずと異なることから庶民の生活をつぶさに観察し、忌憚ない言葉で描写、また、しばしば日本人に対する優越感も吐露している。2000年に、一般読者に誤解される恐れがあるとして、近視眼的な偏見に基づく記述部分が削除され、編集し直された軽装版が再版された。